# Jogoloyo (Sumobito)
Jogoloyo is een bestuurslaag in het regentschap Jombang van de provincie Oost-Java, Indonesië. Jogoloyo telt 4617 inwoners (volkstelling 2010).